# Plaza Bolívar de Santa Rosa
Una de las plazas del estado Lara, es la plaza Simón Bolívar situada en el pueblo de Santa Rosa, entre la intercepción de la calle Barquisimeto con la calle Pueblo Arriba y la intercepción de la calle Monseñor con la calle La Pastora. Tuvo como punto de partida, la colocación para el año 1944, de un busto de Simón Bolívar. Posteriormente, para el año 1954, se construye dicha plaza por los presos del periodo de gobierno de Marcos Pérez Jiménez.
Nativamente solo contaba con la estatua y una cerca de alambre que la rodeaba para proteger la flora de los animales que, para ese entonces, se encontraban libres por las calles del pueblo.
Ya construida, fueron haciéndole remodelaciones y agregándole detalles nuevos como bancos y adoquines añadidos por los gobiernos con el transcurso del tiempo.
Fue cimentada frente a la Basílica Menor del Pueblo de Santa Rosa, en la cual reposa la imagen de la Divina Pastora (atracción turístico-religiosa del lugar). Para que todo aquel que se sentara en los bancos pudiese admirar la parroquia. Cabe destacar que, el pueblo se ha ido edificando alrededor de la plaza y la iglesia.

## Entorno Social y Cultural
Desde sus inicios fue un punto de encuentro para los pobladores de Santa Rosa, ya que, para esa época, era el único lugar de esparcimiento que existía en la población.
En la actualidad, con motivo de las celebraciones realizadas para homenajear a la Divina Pastora, se realizan numerosas actividades musicales, conciertos, serenatas, exposiciones artísticas, entre otras.
Ha dejado de ser un área de esparcimiento diurno para los pobladores, para ser una atracción nocturna para los visitantes, quienes provienen de las ciudades aledañas. Esto gracias a que, se han instaurado algunos establecimientos como discotecas y licorerías.

## Remodelaciones Arquitectónicas
Inicialmente se encontraban plantados numerosos árboles frutales que brindaban frescura y sombra a los santarroseños que allí se encontraran. Como también, los palomares, que desde que se construyó la plaza, han dado hogar a las palomas que habitan en el pueblo.
Tanto la cerca que rodeaba inicialmente la plaza, como la mayoría de los árboles que se encontraban allí plantados, fueron retiradas para ensanchar las caminerías.
Para el año 2004, con la iniciativa de la alcaldía de Iribarren y con la colaboración de la Arquitecta Elba Cadenas Ríos, se realizó una remodelación de la plaza, buscando que desde cualquier punto se pudiese apreciar la iglesia. Además, se remplazó el busto de Simón Bolívar por una estatua de cuerpo completo del mismo.